# Đồng Lương, Thanh Hóa
Đồng Lương là một xã thuộc huyện Lang Chánh, tỉnh Thanh Hóa, Việt Nam.

## Địa lý
Xã Đồng Lương nằm ở phía đông bắc của huyện Lang Chánh, có vị trí địa lý:
- Phía đông giáp huyện Ngọc Lặc
- Phía nam giáp huyện Ngọc Lặc và thị trấn Lang Chánh
- Phía tây giáp thị trấn Lang Chánh và xã Tân Phúc
- Phía bắc giáp xã Tân Phúc và huyện Bá Thước, huyện Ngọc Lặc.

Theo kết quả Tổng điều tra dân số năm 1999, dân số xã Đồng Lương là 4.108 người.
Đến tháng 8 năm 2009, dân số của xã Đồng Lương là 4.354 người. Thành phần dân tộc gồm: người Mường chiếm 67,1%, người Thái chiếm 30,9%, người Kinh chiếm 2,0% và có 01 người Thổ.

## Hành chính
Cã Đồng Lương được chia thành 11 làng: Cốc, Quắc, Chiềng Khạt, Cui, Xuốm, Cắm, Nê, Thung, Mốc, Quên, Chỏng.

## Lịch sử
Vùng đất thuộc xã Đồng Lương ngày nay, vào thời Nguyễn gồm bốn xã là Tự Lạc, Đồng Lạc, Trung Lương và Tâm Chính. Thời thuộc Pháp, là hai xã Đồng Lạc (sáp nhập Tự Lạc với Đồng Lạc) tương đương với mường Khạt và Lương Chính (sáp nhập Trung Lương và Tâm Chính) tương đương với mường Chếnh, thuộc tổng Quang Chánh của châu Lang Chánh. Cho đến trước Cách mạng tháng Tám (1945), thuộc tổng Quy Chính.
Năm 1949, hai xã Đồng Lạc và Lương Chính sáp nhập thành xã Đồng Lương, tên gọi Đồng Lương chính thức có từ đây.
Năm 1991, một phần diện tích và dân số của các xã Quang Hiến và Đồng Lương (làng Lưỡi và phố Ngã ba Đồng Lương) được tách ra để thành lập thị trấn Lang Chánh.

## Văn hóa
- Lễ hội Pôồn Pôông và hát Xường của người Mường
- Hang động ở làng Thung[1]
- Bia đá Đồng Lương.[1] Nội dung bia nói về tướng quân Đinh Bị trong Khởi nghĩa Lam Sơn, do Lương Thế Vinh soạn năm 1493, vào đời vua Lê Thánh Tông [6]
- Sắc phong của triều Nguyễn hiện được lưu giữ ở làng Chiềng Khạt.[1]

## Giao thông
Xã Đồng Lương nằm dọc theo quốc lộ 15A với chiều dài 14 km.